# Ammerswil
Ammerswil is een gemeente en plaats in het Zwitserse kanton Aargau en maakt deel uit van het district Lenzburg.
Ammerswil telt 676 inwoners.